# Kallolli, Gokak
Kallolli là một làng thuộc tehsil Gokak, huyện Belgaum, bang Karnataka, Ấn Độ.